# 2023年环西自行车赛
2023年环西自行车赛（西班牙語：Vuelta a España 2023）是第78届环西自行车赛，于2023年8月26日至9月17日进行，从巴塞罗那启程，在马德里结束。最终珍宝-维斯玛车队车队的美国车手塞普·库斯获得总冠军，终结了美国车手自2013年环西之后的三大环赛冠军荒。和塞普·库斯同车队的丹麦车手喬納斯·溫格高和斯洛文尼亚车手普里莫日·羅格里奇分获总成绩二、三名。珍宝-维斯玛车队成为史上首支包揽同一年三大环赛（环意、环法、环西）总冠军的车队。
上届总冠军雷姆科·埃费内普尔在第13赛段比利牛斯山的爬坡战中被拉爆，一战被甩下27分钟之久，丧失了对总冠军的竞争力。雷姆科·埃费内普尔最终赢下爬坡组别冠军，并被授予敢斗奖。此外欧倍青-德库尼克车队的卡登·格罗夫斯获得积分组别冠军，阿联酋航空车队的胡安·阿尤索获得青年组别冠军。

## 车队
此次赛事共有22支车队，18支UCI世界车队获得直接邀请，外加4支UCI职业车队。其中有三支西班牙车队，为移动之星车队和两支外卡邀请车队。
UCI世界车队（直邀）
- AG2R雪铁龙（英语：AG2R Citroën Team）
- 欧倍青-德库尼克（英语：Alpecin–Deceuninck）
- Arkéa–Samsic（英语：Arkéa–Samsic）
- 哈萨克斯坦阿斯塔纳
- 博拉-汉斯格雅
- 科菲迪斯（英语：Cofidis (cycling team)）
- 英孚-易邮
- 安盟-FDJ
- 英力士掷弹兵
- Intermarché-Circus-旺蒂（英语：Intermarché–Circus–Wanty）
- 利多-崔克
- 移动之星
- 速的奥-快步
- 巴林勝利
- 帝斯曼-芬美意
- 杰科-埃尔奥拉（英语：Team Jayco–AlUla (men's team)）
- 珍宝-维斯玛
- 阿聯酋航空

UCI职业车队
- 乐透-Dstny（英语：Lotto–Dstny）（2022年排名领先）
- 布尔戈斯BH（英语：Burgos BH）（主办方外卡邀请）
- 道达尔能源（2022年排名领先）
- 西班牙农业银行（英语：Caja Rural–Seguros RGA）（主办方外卡邀请）

## 赛段一览
| 赛段 | 日期    | 路线（起—终）                   | 距离      | 类型      | 类型       | 赛段冠军                           | 总成绩第一                  |
| ---- | ------- | ------------------------------- | --------- | --------- | ---------- | ---------------------------------- | --------------------------- |
| 1    | 8月26日 | 巴塞罗那—巴塞罗那               | 14.6 km   |           | 团体计时赛 | 帝斯曼-芬美意车队（荷兰）          | 洛伦佐·米莱西（義大利）     |
| 2    | 8月27日 | 马塔罗—巴塞罗那                 | 181.3 km  |           | 丘陵       | 安德烈亚斯·克朗（丹麦）            | 安德里亚·皮科洛（義大利）   |
| 3    | 8月28日 | 苏里亚—阿林萨尔（安道尔）       | 158.5 km  |           | 山地       | 雷姆科·埃费内普尔（比利时）        | 雷姆科·埃费内普尔（比利时） |
| 4    | 8月29日 | 安道尔城（安道尔）—塔拉戈纳     | 183.4 km  |           | 丘陵       | 卡登·格罗夫斯（澳大利亚）          | 雷姆科·埃费内普尔（比利时） |
| 5    | 8月30日 | 莫雷利亚—布里亚纳               | 185.7 km  |           | 丘陵       | 卡登·格罗夫斯（澳大利亚）          | 雷姆科·埃费内普尔（比利时） |
| 6    | 8月31日 | 拉瓦利杜伊克索—哈瓦兰布雷天文台 | 181.3 km  |           | 山地       | 塞普·库斯（美国）                  | 莱尼·马丁内斯（法國）       |
| 7    | 9月1日  | 乌铁尔—奥利瓦                   | 188.8 km  |           | 平地       | 杰弗里·苏普（法國）                | 莱尼·马丁内斯（法國）       |
| 8    | 9月2日  | 德尼亚—克索雷特德卡蒂           | 164.8 km  |           | 山地       | 普里莫日·羅格里奇（斯洛文尼亚）    | 塞普·库斯（美国）           |
| 9    | 9月3日  | 卡塔赫纳—卡拉瓦卡德拉克鲁斯     | 180.9 km  |           | 中等山地   | 伦纳德·卡姆纳（德国）              | 塞普·库斯（美国）           |
|      | 9月4日  | 休息日                          | 休息日    | 休息日    | 休息日     | 休息日                             | 休息日                      |
| 10   | 9月5日  | 巴利亚多利德—巴利亚多利德       | 25 km     |           | 个人计时赛 | 菲利波·甘纳（義大利）              | 塞普·库斯（美国）           |
| 11   | 9月6日  | 莱尔马—比努埃萨                 | 163.2 km  |           | 丘陵       | 赫苏斯·赫拉达（西班牙）            | 塞普·库斯（美国）           |
| 12   | 9月7日  | 奥尔韦加—萨拉戈萨               | 165.4 km  |           | 平地       | 胡安·塞巴斯蒂安·莫拉诺（哥伦比亚） | 塞普·库斯（美国）           |
| 13   | 9月8日  | 福米加尔—图尔马莱山口（法国）   | 134.7 km  |           | 山地       | 喬納斯·溫格高（丹麦）              | 塞普·库斯（美国）           |
| 14   | 9月9日  | 索沃泰尔德贝阿恩（法国）—伊萨瓦 | 161.7 km  |           | 山地       | 雷姆科·埃费内普尔（比利时）        | 塞普·库斯（美国）           |
| 15   | 9月10日 | 潘普洛納—莱昆贝里               | 156.5 km  |           | 丘陵       | 魯伊·科斯塔（葡萄牙）              | 塞普·库斯（美国）           |
|      | 9月11日 | 休息日                          | 休息日    | 休息日    | 休息日     | 休息日                             | 休息日                      |
| 16   | 9月12日 | 利恩克雷斯—贝赫斯               | 119.7 km  |           | 丘陵       | 喬納斯·溫格高（丹麦）              | 塞普·库斯（美国）           |
| 17   | 9月13日 | 里瓦德塞利亚—安格利鲁高点       | 122.6 km  |           | 山地       | 普里莫日·羅格里奇（斯洛文尼亚）    | 塞普·库斯（美国）           |
| 18   | 9月14日 | 波拉德阿朗德—利纳雷斯           | 178.9 km  |           | 山地       | 雷姆科·埃费内普尔（比利时）        | 塞普·库斯（美国）           |
| 19   | 9月15日 | 拉瓦涅萨—伊斯卡尔               | 177.4 km  |           | 平地       | 阿尔贝托·戴内塞（義大利）          | 塞普·库斯（美国）           |
| 20   | 9月16日 | 曼萨纳雷斯-埃尔雷亚尔—瓜达拉马  | 208.4 km  |           | 丘陵       | 沃特·普尔斯（荷兰）                | 塞普·库斯（美国）           |
| 21   | 9月17日 | 萨尔苏埃拉跑马场—马德里         | 101 km    |           | 平地       | 卡登·格罗夫斯（澳大利亚）          | 塞普·库斯（美国）           |
| 总计 | 总计    | 总计                            | 3153.8 km | 3153.8 km | 3153.8 km  | 3153.8 km                          | 塞普·库斯（美国）           |